# Alan Shealy
Alan Wardwell Shealy (* 15. August 1953 in Fitchburg, Massachusetts) ist ein ehemaliger Ruderer aus den Vereinigten Staaten, der 1974 Weltmeister mit dem Achter war.

## Karriere
1974 gewann der US-Achter den Titel bei den Weltmeisterschaften in Luzern, wobei die ersten fünf Boote nur etwa drei Sekunden auseinander lagen. 1975 belegte Everett mit dem Achter den fünften Platz bei den Weltmeisterschaften 1975. Im gleichen Jahr siegte er mit dem Achter bei den Panamerikanischen Spielen 1975 in San Juan. Im Jahr darauf belegte der Achter aus den Vereinigten Staaten den neunten Platz bei den Olympischen Spielen in Montreal. Mit Richard Cashin, John Everett, Mark Norelius, Alan Shealy und Steuermann David Weinberg waren 1976 noch fünf Weltmeister von 1974 dabei.
1979 trat er im Doppelvierer bei den Weltmeisterschaften in Bled an. John Van Blom, Christopher Wood, Chris Allsopp und Alan Shealy belegten den fünften Platz. Im gleichen Jahr gewann Shealy mit dem Doppelvierer die Bronzemedaille bei den Panamerikanischen Spielen in San Juan. 1980 verpasste Shealy seine zweite Olympiateilnahme wegen des Olympiaboykotts.
Der 1,91 m große Shealy graduierte an der Harvard University und schloss ein Studium an der Oxford University an, dass er in den Fächern Politik und Ökonomie abschloss. 1982 begann er bei der Citicorp in New York City im Handel mit Dollar-Derivaten. 1990 wechselte er als Verantwortlicher für das Auslandsgeschäft zur Union Bank Suisse. 1993 gründete Shealy seine eigene Investmentbank North Lake Capital Advisors mit Sitz in Boise, Idaho. Von 1994 an war er neun Jahre Mitglied des City Council von Boise.